# Tursunzoda
Tursunzoda (tádžicky Турсунзода, rusky Турсунзаде, persky ترسون‌زاده‎) je město v západním Tádžikistánu. V roce 2020 mělo 55 700 obyvatel.

## Poloha

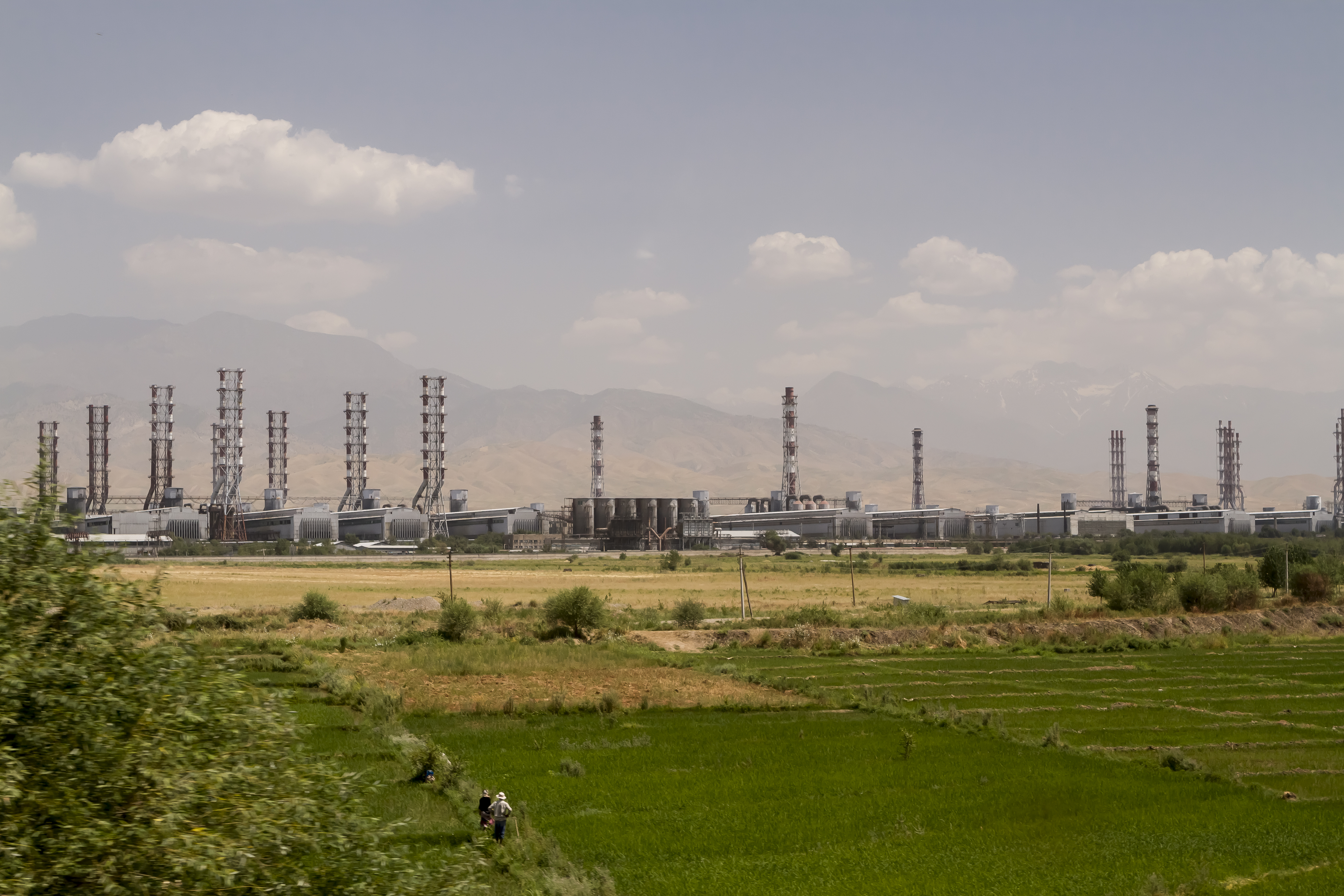
Hliníkárna.

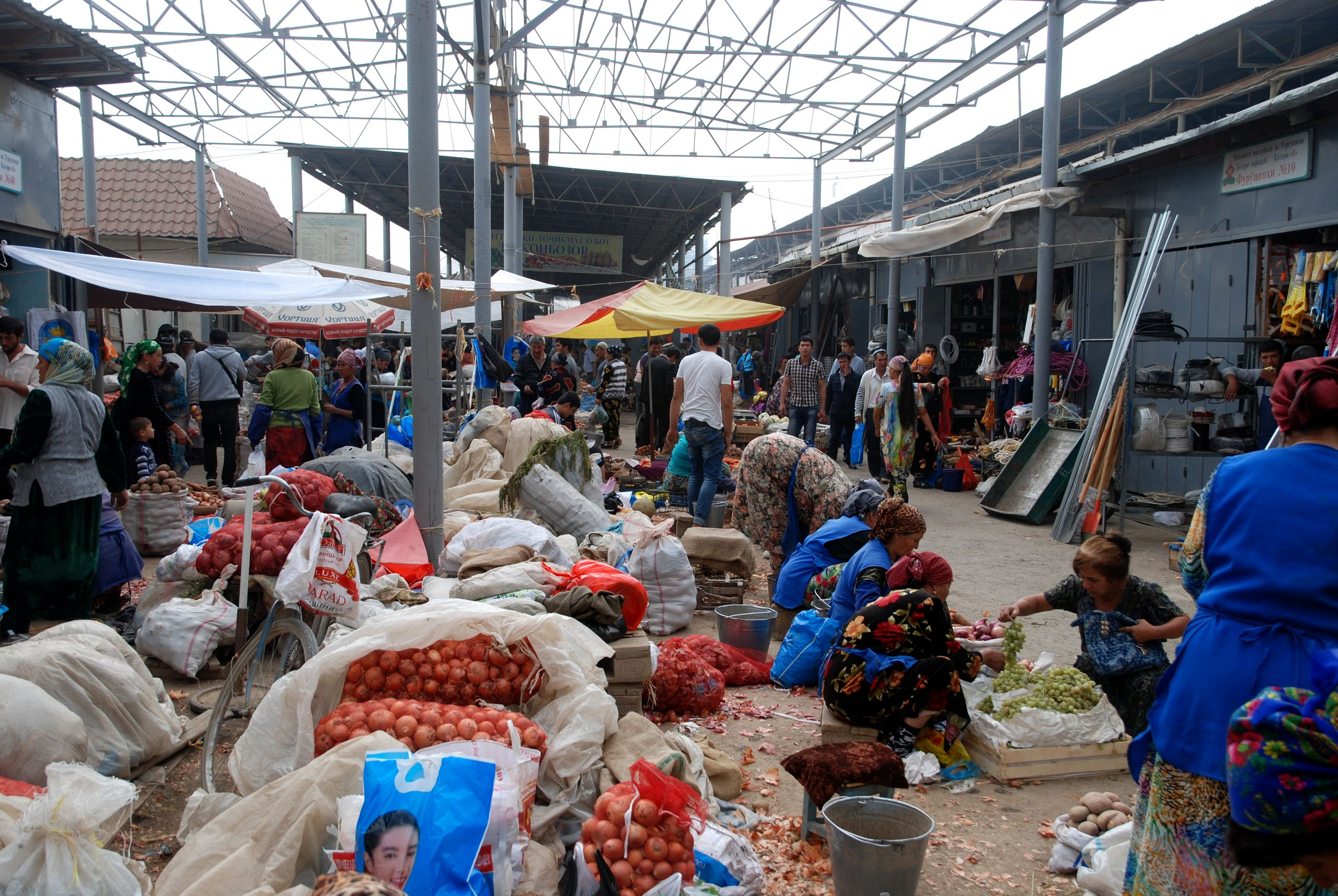
Tržnice ve městě.

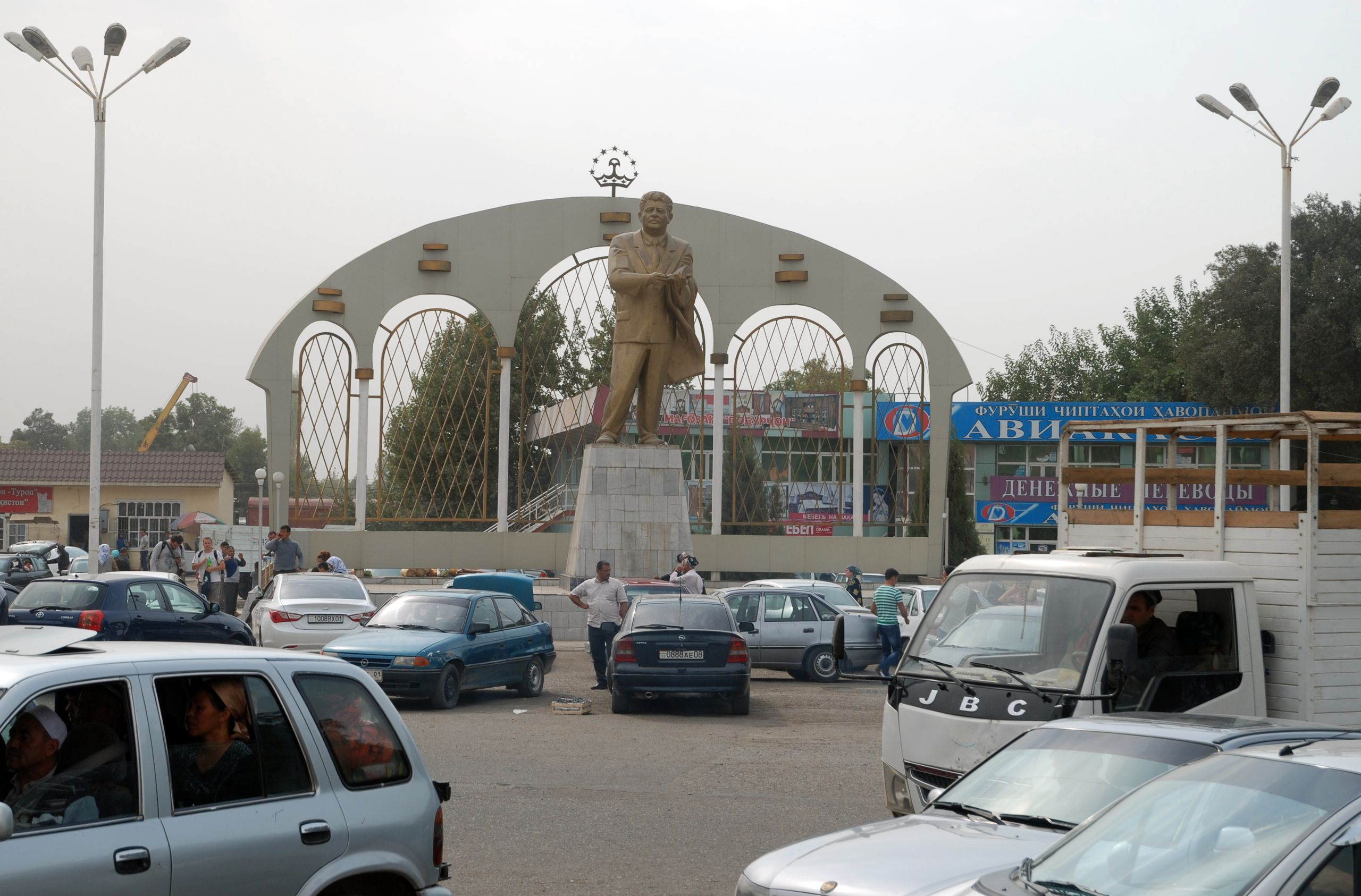
Socha ve středu města.

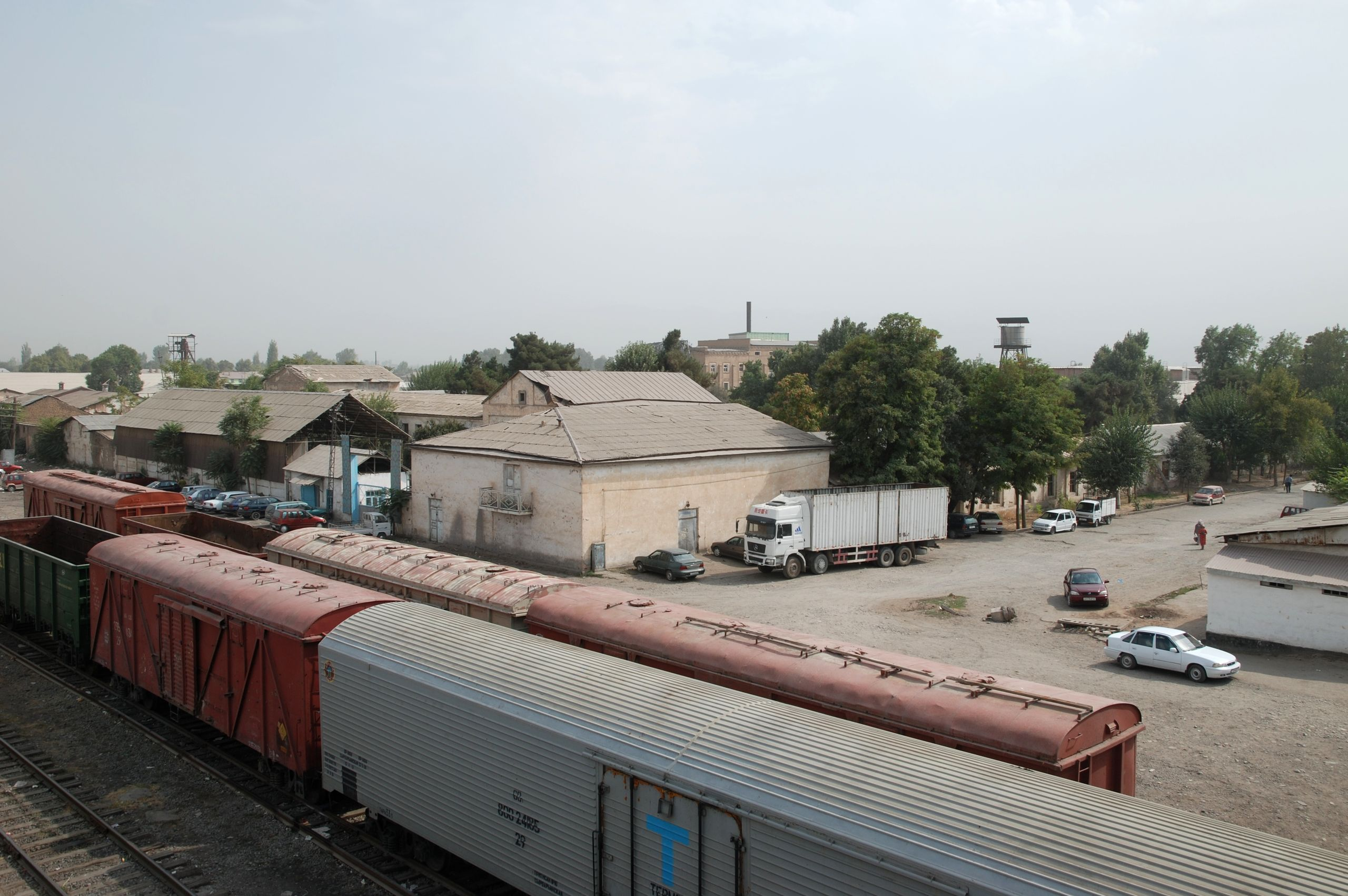
Nízká zástavba v blízkosti nádraží.

Město leží 60 km západně od hlavního města země Dušanbe, není daleko od hranice se sousedním Uzbekistánem. V blízkosti Tursunzody protéká několik řek, např. Širkent a Karatag západně od města, potom Kofarnihon dále na západ. Město leží v tzv. Hissarském údolí.

## Obyvatelstvo
Ve městě žilo v roce 2020 55 700 obyvatel, nicméně s okolními sídly má celá administrativní jednotka 298 800 obyvatel. Většina obyvatel města je uzbecké národnosti, Tádžikové jsou zastoupeni menšinově. Je zde také malá, zhruba osm tisíc lidí čítající menšina Párjů, která mluví vlastním indoevropským jazykem a uznána byla za samostatnou skupinu teprve v 50. letech 20. století.

## Historie
Původní název sídla zněl Regar , což v tádžičtině znamená město na písku. Růst počtu obyvatel sídla odstartovala především zemědělská produkce. Pěstují se zde grapefruity, zelenina, bavlna a další. Rozvoj umožnila výstavba zavlažovacích kanálů. Region je zdrojem cca 13 % veškeré produkce rýže v Tádžikistánu.
Na konci 19. století bylo sídlo součástí tzv. Bucharského emirátu. Později byl součástí carského Ruska a následně SSSR, kde byl nejprve součástí Uzbecké republiky a později Tádžikistánu. Roku 1929 zde byla zprovozněna železnice (z Dušanbe do Uzbekistánu a dále do vnitrozemí bývalého SSSR).
V roce 1954 získala obec statut města.
V roce 1960 byla postavena nedaleká vodní přehrada (Nurek). Její plánování bylo zahájeno již v polovině 50. let minulého století. Ta odstartovala industrializaci města, byl vybudován závod na výrobu hliníku a také porcelánka, cihelna, továrna na výrobu kabelů a textilní závod. Místní hliníkárna TadAz je největší svého druhu ve střední Asii a klíčová v rámci celé země. Výstavba továrny byla zahájena v roce 1972 a dokončena o tři roky později. Spotřebovává zhruba 40 % elektrické energie v zemi a také způsobuje znečištění okolních vod. Místní porcelánka, která zahájila provoz v obdobné době, fungovala na základě dovozu kaolinu z Ukrajiny.
Výstavba průmyslu znamenala nárůst počtu obyvatel. Zatímco roku 1974 byl počet obyvatel odhadován na 21 tisíc, dnes zde žije více než dvojnásobné množství lidí a Tursunzoda je 8. největším městem v Tádžikistánu. To vedlo k rozšiřování města. Původní uliční síť, která je do jisté míry pravidelná, nebyla podstatněji změněna. Na západním, severním a severovýchodním okraji města ale vyrostly nové panelové domy. Postaven byl fotbalový stadion, poliklinika a další sportovní a školská zařízení.
V roce 1978 bylo město přejmenováno na počest tádžického národního básníka, Mirsa Tursunzody. Železniční stanice nicméně svůj název nezměnila.
V roce 1991 po rozpadu SSSR a vyhlášení nezávislosti republiky začala v zemi občanská válka. V roce 1994 místní starosta Ibudullo Bojmatov inicioval povstání proti republikové vládě. Později uprchl do nedalekého Uzbekistánu a město za pomoci zhruba tisícovky loajálních vojáků obsadil. Po dvou týdnech bojů předal zbraně Machmúdovi Chudoberdijevovi. Město bylo klíčovým vojenským cílem povstalců právě kvůli hlinikárně, která měla pro celý Tádžikistán klíčový význam. Vzbouřenci žádali odstoupení některých členů vlády, což bylo splněno a tím povstání skončilo.
V roce 2006 zahájila vláda program přesídlení rodin z jiných částí země do Tursunsody, a to s cílem zlepšit životní podmínky místních lidí a především zajistit pracovní síly pro průmysl. Z východního a málo rozvinutého regionu okolo města Kulob se přesídlilo okolo tisícovky rodin. Kritikové programu vyčítali, že cílem bylo změnit etnickou strukturu obyvatelstva, které je většinově uzbecké národnosti, a obohatit ho o tádžický prvek, neboť tádžikové jsou více loajální centrální vládě.
Dnes se jedná o průmyslové město, které zaměstnává především místní hliníkárna (13 000 zaměstnanců). V 20. letech 21. století probíhal projekt modernizace středu města, který počítal s výstavbou moderních budov a stržení původních přízemních nízkých vesnických domů. Některé starší průmyslové závody mají být navíc přesunuty dále od města. 

## Kultura
Tursunzoda má své městské muzeum s knihovnou, které je umístěno ve středu města. Jeho současná budova byla dána do užívání v roce 2011. Na východním okraji města stojí také chrám Pokrovu přesvaté Bohorodice (pravoslavný).
Od roku 1987 se na místním sídlišti nachází tank T-34 jako památník bojů druhé světové války a Tádžiků, kteří bojovali na frontě.

## Doprava
Městem prochází východo-západním směrem železniční trať z Dušanbe k uzbecké hranici. Nachází se zde nádraží. Ve stejném směru je vedena i hlavní silniční komunikace (M41). Železnice má význam pro jak nákladní, tak i pro osobní dopravu, např. pro migrující pracovníky z Tádžikistánu do dalších zemí bývalého SSSR, především do Ruska. Hlavní autobusové nádraží stojí poblíž hliníkárny a silničního obchvatu (veden severně od středu města), nikoliv v centru Tursunzody.
V roce 2017 byla zvažována výstavba trolejbusového systému ze středu města do místní hliníkárny. Tento projekt ale nakonec nebyl uskutečněn.
Hlavní křižovatkou ve městě je prostranství před nádražím, kde se nachází i socha básníka Mirsy Tursunzody. Okolo místa stojí početné tržnice.

## Média
Město má dvě televizní stanice (TV-REGAR a TV-TADAZ a dva novinové deníky; Aluminij Tojikistan a Regar, dále zde vysílá také rádio.

## Sport
Sídlí zde fotbalový klub Regar-TadAZ Tursunzoda. V roce 2009 se finálový zápas AFC President's Cup 2009 konal právě zde. Dále zde existují dva bazény a dvě sportovní školy.